# Субрегија Градишка
Субрегија Градишка је једна од две субрегије Бањалучке регије према Просторном плану Републике Српске. 

## Географија
Обухвата општине:

- Градишку и
- Србац

У саставу је Мезорегије Бањалука. Граничи се са регијама Приједор и Добој.